# Montenegrói férfi kézilabda-bajnokság (első osztály)
A Prva Muška Liga a legmagasabb osztályú montenegrói férfi kézilabda-bajnokság. A bajnokságot 2007 óta rendezik meg. Jelenleg tizenkét csapat játszik a bajnokságban, a legeredményesebb klub, egyben a címvédő a Lovćen Cetinje.

## Kispályás bajnokságok
| Év   | 1. hely                                           | 2. hely                                           | 3. hely                                           |
| ---- | ------------------------------------------------- | ------------------------------------------------- | ------------------------------------------------- |
| 2007 | Lovćen Cetinje                                    | RK Berane                                         | Sutjeska Nikšić                                   |
| 2008 | RK Berane                                         | Lovćen Cetinje                                    | Sutjeska Nikšić                                   |
| 2009 | Budućnost Podgorica                               | Lovćen Cetinje                                    | Sutjeska Nikšić                                   |
| 2010 | Budućnost Podgorica                               | Sutjeska Nikšić                                   | Lovćen Cetinje                                    |
| 2011 | RK Mojkovac                                       | Lovćen Cetinje                                    | Sutjeska Nikšić                                   |
| 2012 | Lovćen Cetinje                                    | RK Mojkovac                                       | Sutjeska Nikšić                                   |
| 2013 | Lovćen Cetinje                                    | RK Mojkovac                                       | RK Budvanska Rivijera                             |
| 2014 | Lovćen Cetinje                                    | RK Budvanska Rivijera                             | Boka Tivat                                        |
| 2015 | Lovćen Cetinje                                    | RK Budvanska Rivijera                             | RK Berane                                         |
| 2016 | RK Budvanska Rivijera                             | Partizan Tivat                                    | Lovćen Cetinje                                    |
| 2017 | Partizan Tivat                                    | Lovćen Cetinje                                    | RK Mojkovac                                       |
| 2018 | Lovćen Cetinje                                    | Partizan Tivat                                    | Jedinstvo Bijelo Polje                            |
| 2019 | Lovćen Cetinje                                    | Komovi Andrijevica                                | Jedinstvo Bijelo Polje                            |
| 2020 | A koronavírus-járvány miatt nem avattak bajnokot. | A koronavírus-járvány miatt nem avattak bajnokot. | A koronavírus-járvány miatt nem avattak bajnokot. |
| 2021 | Lovćen Cetinje                                    | RK Budvanska Rivijera                             | Komovi Andrijevica                                |
| 2022 | RK Budvanska Rivijera                             | Lovćen Cetinje                                    | Budućnost Podgorica                               |
| 2023 | Lovćen Cetinje                                    | RK Budvanska Rivijera                             | Rudar Pljevlja                                    |
| 2024 | Lovćen Cetinje                                    | RK Budvanska Rivijera                             | Rudar Pljevlja                                    |
| 2025 | Lovćen Cetinje                                    | Budućnost Podgorica                               | Rudar Pljevlja                                    |

## Lásd még
- Montenegrói női kézilabda-bajnokság (első osztály)
- Jugoszláv férfi kézilabda-bajnokság (első osztály)